# تب (فیلم ۲۰۰۵)
«تب» (ایتالیایی: La febbre) یک فیلم به کارگردانی آلساندرو دالاتری است. از بازیگران آن می‌توان به لوچیلا آگوستی اشاره کرد.